# Fallotella
Fallotella es un género de foraminífero bentónico de la subfamilia Dictyoconinae, de la familia Orbitolinidae, de la superfamilia Orbitolinoidea, del suborden Orbitolinina y del orden Loftusiida. Su especie tipo es Fallotella alavensis. Su rango cronoestratigráfico abarca el Selandiense (Paleoceno medio).

## Discusión
Clasificaciones previas incluían Fallotella en el suborden Textulariina del orden Textulariida o en el orden Lituolida.

## Clasificación
Fallotella incluye a las siguientes especies:
- Fallotella alavensis †
- Fallotella kochanskae †
  - Fallotella kochanskae persica †

En Fallotella se ha considerado el siguiente subgénero:
- Fallotella (Daviesiconus), aceptado como género Daviesiconus